# طوق الحمامة المفقود (فلم)
طوق الحمامة المفقود هو فيلم أخرجه المخرج التونسي الناصر خمير. اختير من ضمن قائمة أفضل 100 فيلم عربي في القرن العشرين.
يستعمله أساتذة اللغة العربية في الجامعات الأمريكية لتعليم النطق.

## روابط خارجية
- مقالات تستعمل روابط فنية بلا صلة مع ويكي بيانات